# Mark McKinney
Pour les articles homonymes, voir McKinney.
Mark Douglas Brown McKinney (né le 26 juin 1959) est un acteur et comédien canadien. Il est peut-être mieux connu sous le nom de Glenn de Superstore ou en tant que membre de la troupe de comédie de sketch The Kids in the Hall, qui comprend la vedette de la série télévisée The Kids in the Hall de 1989 à 1995 et du long métrage Brain Candy de 1996. Il a été membre de la distribution de Saturday Night Live de 1995 à 1997 ; et de 2003 à 2006, il a co-créé, écrit et joué dans la série Slings & Arrows. Il est également apparu dans le rôle de Tom dans Man Seeking Woman de FXX. De 2015 à 2021, il est apparu en tant que directeur de magasin Glenn Sturgis sur le Superstore de NBC.

## Début de la vie
McKinney est né le 26 juin 1959 à Ottawa, en Ontario, de Chloé, écrivaine en architecture, et de Russell McKinney, diplomate.En raison de la carrière de son père, il a beaucoup voyagé quand il était jeune. Certains des endroits où il a vécu en grandissant étaient Trinidad, Paris, le Mexique et Washington, D.C. Il a également fréquenté la Trinity College School, un pensionnat à Port Hope, en Ontario. Pendant un court moment, McKinney a été étudiant à la Memorial University of Newfoundland, où il a été majeur en sciences politiques.

## Carrière
Il a commencé à jouer de la comédie avec la Loose Moose Theatre Company à Calgary, en Alberta. Là, McKinney a rencontré Bruce McCulloch. Ensemble, ils ont formé une équipe de comédie appelée "The Audience". Finalement, McKinney et McCulloch ont déménagé à Toronto et ont rencontré Dave Foley et Kevin McDonald, qui étaient en train de former une troupe de comédie. Avec Scott Thompson, qui l'a rejoint après être venu à un spectacle sur scène, The Kids in the Hall a été formé en 1985.
La troupe est apparue dans sa propre série télévisée, The Kids in the Hall, qui a été coproduite par Lorne Michaels et diffusée de 1988 à 1995. Les personnages notables de l'émission joués par McKinney comprennent la Chicken Lady, Darill (prononcé da-RILL), le bluesman Mississippi Gary et M. Tyzik le Headcrusher, un Européen de l'Est amer qui a fait semblant d'écraser la tête des passants entre son pouce et son index.
Après The Kids in the Hall, McKinney a rejoint la distribution d'une autre émission de comédie de sketch de Lorne Michaels, Saturday Night Live, au milieu de la saison 1994-1995 (saison 20) en tant que joueur de répertoire. McKinney a survécu à la refonte de la distribution qui a eu lieu à la fin de la saison 20 et est resté sur SNL jusqu'à la fin de la saison 1996-1997 (saison 22). Pendant son séjour sur SNL, McKinney avait six personnages récurrents (certains notamment Ian Daglers de "Scottish Soccer Hooligan Weekly", Melanie, une écolière catholique, et Lucien Callow, un fop souvent jumelé au personnage fop de David Koechner, Fagan) et vingt-sept imitations de célébrités (certains comprennent Mel Gibson, Barney Frank, Al Gore, Paul Shaffer, Mark Russell, Jim Carrey, Lance Ito, Tim Robbins, Steve Forbes, Wolf Blitzer, Bill Gates et Ellen DeGeneres).
Il est apparu dans plusieurs films, dont les spin-offs de SNL Superstar, The Ladies Man et A Night at the Roxbury. McKinney a également joué aux côtés d'Isabella Rossellini dans la tragi-comédie de Guy Maddin The Saddest Music in the World.Il est également apparu dans le film Spice Girls Spice World. En 1999, il est apparu dans l'adaptation cinématographique canadienne de la télévision Jacob Two Two Meets the Hooded Fang.
McKinney a co-écrit et joué dans le film Kids in the Hall Kids in the Hall : Brain Candy, dans lequel, entre autres rôles, il a usurpé le producteur exécutif de SNL et de KITH Lorne Michaels.

### Théâtre
Ses apparitions théâtrales comprennent The Ugly Man with One Yellow Rabbit au festival Fringe d'Édimbourg et à Glasgow. Il était dans la distribution de la production théâtrale The Roundabout de Flea in her Ear et de Fuddy Meers de David Lindsay-Abaire pour le club de théâtre de Manhattan. Au cours de l'automne 2001, McKinney a présenté le spectacle unique Fully Committed au théâtre Wintergarden à Toronto et à nouveau à l'été 2002 au Centaur Theatre de Montréal.En septembre 2022, il a participé à la première européenne de Eureka Day au théâtre Old Vic à Londres.

### Apparitions ultérieures
Il est également apparu dans la première saison de Robson Arms, ainsi que dans la comédie canadienne Corner Gas.
De 2003 à 2006, il a co-créé, co-écrit et joué dans la série télévisée Slings & Arrows, sur les coulisses d'une compagnie de théâtre shakespearienne canadienne aux prises avec des problèmes financiers alors qu'elle répète et présente diverses productions.
En 2006-2007, il a à la fois travaillé comme rédacteur en chef d'histoires et un rôle récurrent dans le Studio 60 de NBC sur le Sunset Strip dans le rôle d'Andy Mackinaw, un écrivain/rédacteur en chef d'histoires veuf sans humour pour le spectacle dans un spectacle.Il est apparu en tant que membre de la distribution de la comédie de la CBC Hatching, Matching, and Dispatching et sa suite de 2017 A Christmas Fury.
Il a réalisé le court métrage Not Pretty, Really pour l'anthologie de 2006 Shorts in Motion: The Art of Seduction.
De plus, il a réalisé et est apparu dans la comédie post-apocalyptique de CBC Radio Steve, The First et sa suite, Steve, The Second, pour son ami Matt Watts. Il a également écrit un épisode de la sitcom Michael de Watts, Tuesdays and Thursdays, qui a été diffusé sur CBC Television à l'automne 2011.
À l'été 2007, il est devenu le show-runner et producteur exécutif de Less Than Kind, une comédie d'une demi-heure mettant en vedette Maury Chaykin.
McKinney était dans un épisode de l'émission de télévision pour enfants canadienne Dino Dan intitulé "Prehistoric Zoo/Ready? Ensemble ? Dino ! » Il joue l'entraîneur d'athlétisme de Dino Dan dans la deuxième partie, "Prêt ? Ensemble ? Dino !", de cet épisode en deux parties sorti le 4 octobre 2010 (Canada).
Il a co-écrit et joué dans le projet de retrouvailles Kids in the Hall 2010 Death Comes to Town.
En 2011, il a été producteur exécutif de Picnicface, une série télévisée de sketches de la troupe de comédie de Halifax du même nom produite pour The Comedy Network.
En 2013, il a joué dans Rocket Monkeys dans le tantagoniste principal, Lord Peel. En 2014, il est apparu dans la série télévisée The Best Laid Plans de la CBC.À partir de 2015, il a été co-star de la sitcom Superstore de NBC qui a été annulée en 2021.
En 2020, il est apparu en tant qu'invité au Studio 60 de l'épisode de collecte de fonds du marathon Sunset Strip de The George Lucas Talk Show.
En 2022, il a rejoint les autres Kids in the Hall pour une sixième saison de huit épisodes sur Amazon Prime.

## Filmographie

### Film
| Year | Title                                         | Role | Notes                                        |
| ---- | --------------------------------------------- | --- | -------------------------------------------- |
| 1994 | La passion de John Ruskin                     | John Ruskin | Court métrage                                |
| 1996 | Enfants dans la salle: Brain Candy            | Don Roritor / Simon / Cabbie / Gunther / Cop #1 / Nina Bedford / Melanie / Sergent d'exercice / Sharisse (femme à la poubelle blanche) | Egalement écrivain                           |
| 1997 | Le mauvais gars                               | Camée | non crédité                                  |
| 1997 | Graine de foin                                | Médecin extraterrestre |                                              |
| 1997 | Monde des épices                              | Graydon |                                              |
| 1998 | Fidelio                                       | Marquer | Court métrage                                |
| 1998 | Les derniers jours de la discothèque          | Rex |                                              |
| 1998 | Le troupeau                                   | inconnu |                                              |
| 1998 | Parcs à chiens                                | Dr. Cavan, Psychologue canin |                                              |
| 1998 | Une nuit au Roxbury                           | Père Williams |                                              |
| 1999 | Les habitants de l'extérieur                  | Greg |                                              |
| 1999 | Nouvelle fille de Waterford                   | Doctor Hogan |                                              |
| 1999 | Jacob Two Two rencontre le croc à capuchon    | Mr. Fish |                                              |
| 1999 | Superstar                                     | Père Ritley |                                              |
| 2000 | Les dames                                     | Mr. White |                                              |
| 2000 | Cela pourrait être bien                       | Inconnu | Court métrage                                |
| 2002 | Dentifrice                                    | Mari | Court métrage                                |
| 2003 | La musique la plus triste du monde            | Chester Kent | Egalement opérateur de caméra supplémentaire |
| 2003 | Anges qui tombent                             | Reg and Ron |                                              |
| 2006 | Gâteau des neiges                             | Voisin | Non crédité                                  |
| 2006 | Pas Joli, Vraiment                            | Intervieweur | Court métrage; aussi réalisateur             |
| 2006 | Mineurs non accompagnés                       | Garde dans le Hall #3 |                                              |
| 2008 | Enfoirés de voiture                           | Payette | Court métrage; aussi écrivain                |
| 2009 | Haute vie                                     | Jeremy |                                              |
| 2017 | Chambre à louer                               | Warren Baldwin |                                              |
| 2018 | Sept étapes pour atteindre le bonheur éternel | Cultiste |                                              |
| 2018 | Doozy                                         | Clovis (voix) |                                              |

### comme acteur
- 1988 : Kagaku Sentai Dynaman (série télévisée) : Dynablue (voix)
- 1994 : The Passion of John Ruskin : John Ruskin
- 1996 : Kids in the Hall: Brain Candy : Simon / Don Roritor / Cabbie / Gunther / Cop #1 / Nina Bedford / Melanie / Drill sergeant / White-trash woman
- 1997 : The Wrong Guy : Cameo
- 1997 : Hayseed
- 1997 : Spice World, le film (Spice World) : Graydon
- 1998 : Les Derniers jours du disco (The Last Days of Disco) : Rex
- 1998 : Dog Park : Dr. Cavan, Dog Psychologist
- 1998 : Une nuit au Roxbury (A Night at the Roxbury) : Father Williams
- 1999 : Escapade à New York (The Out-of-Towners) : Greg
- 1999 : New Waterford Girl : Doctor Hogan
- 1999 : Superstar de Bruce McCulloch : Father Tylenol Ritley
- 1999 : Jacob Two Two Meets the Hooded Fang : Mr. Fish
- 2000 : This Might Be Good
- 2000 : Un homme à femmes (The Ladies Man) de Reginald Hudlin : Mr. White
- 2001 : Criminal Mastermind (TV)
- 2001 : Destin (en) (Dice) (feuilleton TV) : Sam Cutter
- 2002 : Kids in the Hall: Tour of Duty (vidéo) : Various
- 2002 : Toothpaste : Husband
- 2003 : The Saddest Music in the World : Chester Kent
- 2003 : Falling Angels (en) : Reg and Ron
- 2005 : Hatching, Matching, & Dispatching (série télévisée) : Todd
- 2005 : Burnt Toast (TV) : Trevor
- 2005 : The 6th Annual Canadian Comedy Awards (TV) : Winner (Best TV Writing - Slings and Arrows)
- 2006 : Snow Cake : Neighbour
- 2006 : Heyday! (TV) : Bob Hope

### comme scénariste
- 1996 : Kids in the Hall: Brain Candy

### Télévision
- 2015-2021: Superstore : Glenn Sturgis